# Unity (Južni Sudan)
Unity (arapski الوحدة), poznat kao i "Zapadni gornji Nil" (engl. "Western Upper Nile") je jedna od deset južnosudanskih saveznih država. nalazi se u regiji Veliki Gornji Nil. Zauzima površinu od 38,837 km², na kojoj živi 585,801 stanovnika. Gustoća naseljenosti iznosi 15 st./km². Dvije najveće etničke grupe u državi su narodi Nuer (većina stanovništva) i Dinka (manji dio stanovništva).

## Zemljopis
Glavni grad odn. sjedište savezne države je grad Bentiu. Prije administrativne reorganizacije država Unity je bila dio veće savezne države Gornji Nil, zbog čega se i danas često zove "Western Upper Nile".
Županije koje čine Unity:
- Mayom
- Rubkona
- Panrieng
- Leer
- Guit
- Koch
- Abiemnom
- Mayiendit
- Payinjiar

Najveći gradovi su Bentiu, Mayom i Leer.